# Vieux-Mareuil
Vieux-Mareuil là một xã, nằm ở tỉnh Dordogne vùng Aquitaine của Pháp. Xã này có diện tích 27 km², dân số năm 2007 là 329 người. Xã nằm ở khu vực có độ cao trung bình 129 m trên mực nước biển.

## Thông tin nhân khẩu
Nguồn: INSEE  và Cassini 
| 1793  | 1800  | 1806  | 1821  | 1831  | 1836  | 1841  | 1846  | 1851  |
| ----- | ----- | ----- | ----- | ----- | ----- | ----- | ----- | ----- |
| 1 107 | 1 071 | 1 059 | 1 075 | 1 012 | 1 109 | 1 038 | 1 048 | 1 086 |

| 1856  | 1861  | 1866  | 1872 | 1876 | 1881 | 1886 | 1891 | 1896 |
| ----- | ----- | ----- | ---- | ---- | ---- | ---- | ---- | ---- |
| 1 053 | 1 002 | 1 003 | 935  | 931  | 916  | 874  | 807  | 780  |

| 1901 | 1906 | 1911 | 1921 | 1926 | 1931 | 1936 | 1946 | 1954 |
| ---- | ---- | ---- | ---- | ---- | ---- | ---- | ---- | ---- |
| 689  | 730  | 694  | 600  | 604  | 612  | 568  | 554  | 467  |

| 1962                                         | 1968 | 1975 | 1982 | 1990 | 1999 | 2007 | - | - |
| -------------------------------------------- | ---- | ---- | ---- | ---- | ---- | ---- | - | - |
| 425                                          | 393  | 398  | 384  | 350  | 342  | 329  | - | - |
| Số liệu kể từ 1962 : dân số không tính trùng |      |      |      |      |      |      |   |   |